# سنتانا
شهر سنتانا (به رومانیایی: Sântana) در شهرستان ارد در کشور رومانی واقع شده‌است. جمعیت این شهر ۱۲٬۹۳۶ نفر  است.